# Северо-Кавказский институт краеведения
Северо-Кавказский институт краеведения (СКИК) — советское научное учреждение, действовавшее в 1920—1926 годах во Владикавказе, Горская АССР. Основателем и первым директором был геолог С. А. Гатуев. СКИК включил в свою структуру Научный музей Владикавказа, бывший Терский областной музей. Занимался систематическим изучением Северного Кавказа, в том числе геологическими, орнитологическими, климатологическими и лингвистическими исследованиями. Проводил экспедиции по регионам Горской АССР для сбора образцов для музея, издавал журнал «Краеведение на Кавказе». Был закрыт в связи с упразднением Горской АССР, на его основе были созданы Ингушский НИИ краеведения во Владикавказе и Северо-Кавказский краевой горский НИИ краеведения в Ростове-на-Дону.

## История
В марте 1920 года Красная армия отвоевала Владикавказ у Вооружённых сил Юга России А. И. Деникина. В мае 1920 года был создан Северо-Кавказский институт краеведения по приказу Терского областного отдела народного образовании в «целях приложения научных знаний и выводов к опытно-практической деятельности правительственных учреждений края (отдел народного образования, совнархоз, облземотдел)». В структуру СКИК вошёл Терский областной музей, переименованный в том же году в Научный музей Владикавказа.
В апреле 1920 года в Пятигорске был создан Совет по обследованию и изучению Терского края, преобразованный в 1921 году в Пятигорское отделение СКИК под председательством Д. М. Павлова.

### Закрытие
Реорганизация Горской АССР в 1924 году привела к автономному существованию национальных областей Северного Кавказа, а потому и созданию отдельных НИИ в каждой республике. В июне 1925 года на Северо-Кавказской конференции по вопросам культуры горских народов встал вопрос закрытия СКИК и разделения его имущества — фондов музея, архивов и научной библиотеки — между национальными областями; делегаты настойчиво предлагали сохранить единый центр научного кавказоведения. Однако в июле 1925 года вторая Краевая конференция по просвещению горских народностей постановила закрыть СКИК «как ненужное учреждение, в котором сидят люди, зараженные великодержавным шовинизмом, продолжающие придерживаться старых методов и мешающие развитию и укреплению краеведческих организаций среди горских народов».
24 ноября 1926 года СКИК был закрыт в связи с началом функционирования своих научно-исследовательских институтов краеведения во всех национальных республиках. Имущество СКИК было разделено между Северной Осетией и Ингушетией.
В 1926 году на основе кадров СКИК во Владикавказе был создан Ингушский научно-исследовательский институт краеведения. Также 1926 году вместо СКИК был создан Северо-Кавказский краевой горский научно-исследовательский институт краеведения, разместившийся в Ростове-на-Дону и фактически приступивший к работе в 1927 году.

## Деятельность
При СКИК действовали научно-учебные вспомогательные учреждения: Терский областной музей, библиотека, мастерские по изготовлению наглядных пособий для школ и народных университетов, биофизическая станция, ботанический и зоологические сады. Основными направлениями деятельности СКИК являлись изучение Северного Кавказа и собирание материалов краеведческого характера для научного музея. Сотрудниками СКИК проводились геологические, орнитологические, климатологические и лингвистические исследования. В СКИК был разработан учебный план по кавказоведению для студентов Северо-Кавказского педагогического института (ныне Северо-Осетинский государственный университет). Сотрудники СКИК занимались составлением указателя литературы о Северном Кавказе.
В первой половине 1920-х годов СКИК ежегодно организовывал экспедиции в регионы горских народов — Кабардино-Балкарию, Северную Осетию, Ингушетию, Чечню и Дагестан. Экспедиции изучали природы, экономики, этнографии и древностей. В ходе экспедиций приобретались образы одежды, утвари, оружия, делались зарисовки и фотографии хозяйственных построек, разрабатывались статистико-экономические таблицы. В экспедициях принимали участие профессор, геолог С. А. Гатуев, энтомолог М. А. Рябов, орнитолог Л. Б. Бёме, зоолог Д. А. Тарноградский, этнограф В. П. Пожидаев и другие учёные.
СКИК издавал общекавказский научно-информационный краеведческий журнал «Краеведение на Кавказе». В состав редколлегии входили: от СКИК — Н. В. Виддинов, от Осетинского историко-филологического общества — Г. Г. Бекоев; от Северо-Кавказского педагогического института — профессор В. Ф. Раздорский.
Фактически СКИК заложил основы организационной структуры научных учреждений Северного Кавказа; определил основные направления научных исследований в рамках всех национальных областей региона. Вместе с тем нехватка научных работников в НИИ привлекала к изучению региона учёных, работавших в вузах Владикавказа; фактически одни и те же исследователи занимались научным изучением национальных областей Северного Кавказа. При этом СКИК сталкивался с недостаточным финансированием, из-за чего затруднялся систематически проводить экспедиции и не мог приобретать ценные предметы искусства и старины.

## Директора
- 1920—1923: Сергей Алексеевич Гатуев[2]
- 1923—?: Николай Васильевич Виддинов[2]